# Ell Wendt
Ell Wendt (geboren als Ell Peltzer; * 24. Februar 1896 in Düren; † 24. November 1944 in Schliersee) war eine deutsche Schriftstellerin.

## Leben und Schaffen
Ell Petzer wurde 1896 im rheinpreußischen Düren geboren. Nach Schulbesuch und Ausbildung zur Pianistin kam sie über Mitarbeit im Verlag ihres Mannes Albert Wendt zum Schreiben. Erst veröffentlichte sie Erzählungen in Zeitschriften, und schließlich 1939 ihre ersten Romane „Sommergäste in Sophienlust“ und „Liebe in Gefahr“, wobei besonders der erste sehr erfolgreich war. Für ihren 1942 erschienenen Roman „Die stolze Nymphe“ wurde Ell Wendt 1943 mit dem Wilhelm-Raabe-Preis ausgezeichnet.
Sie starb 1944 in Schliersee.

## Romane
- Sommergäste in Sophienlust, J. Engelhorns Nachf. Adolf Spemann, Stuttgart, 1939
- Liebe in Gefahr, Wiking Verlag, Berlin, 1939
- Wir plus Drei, J. Engelhorns Nachf. Adolf Spemann, Stuttgart, 1940
- Die Badereise, Scherl Verlag, Berlin, 1941
- Die stolze Nymphe, J. Engelhorns Nachf. Adolf Spemann, Stuttgart, 1942